# Caló d’es Pou
Die Caló d’es Pou ist ein Strand im Osten der Baleareninsel Mallorca. Die Caló d’es Pou gehört zum Gebiet der Gemeinde Santanyí.

## Lage und Beschreibung
Die Caló d’es Pou befindet sich in dem Ort Cala d’Or westlich der Marina von Cala d’Or und östlich von Es Forti und ist eine Seitenbucht der Cala Llonga.
Die Bucht hat eine Breite von etwa 15 Metern und eine Länge von etwa 50.
Rund um die Bucht liegen Hotels, Apartment- und Privathäuser.

## Hotels
- Hotel Mirada